# Вейл-Пасс (Аляска)
Вейл-Пасс (англ. Whale Pass) — переписна місцевість (CDP) в США, в окрузі Принс-оф-Вейлс-Гайдер штату Аляска. Населення — 86 осіб (2020).

## Географія
Вейл-Пасс розташований за координатами 56°7′36″ пн. ш. 133°11′52″ зх. д. / 56.12667° пн. ш. 133.19778° зх. д. (56.126699, -133.197685).  За даними Бюро перепису населення США в 2010 році переписна місцевість мала площу 94,96 км², з яких 91,38 км² — суходіл та 3,58 км² — водойми.

## Демографія
Згідно з переписом 2010 року, у переписній місцевості мешкала 31 особа в 20 домогосподарствах у складі 8 родин. Густота населення становила 0 осіб/км².  Було 61 помешкання (1/км²).
Расовий склад населення:
| - 87,1 % — білих - 9,7 % — вихідців з тихоокеанських островів |

До двох чи більше рас належало 3,2 %. Частка іспаномовних становила 3,2 % від усіх жителів.
За віковим діапазоном населення розподілялося таким чином: 12,9 % — особи молодші 18 років, 64,5 % — особи у віці 18—64 років, 22,6 % — особи у віці 65 років та старші. Медіана віку мешканця становила 57,3 року. На 100 осіб жіночої статі у переписній місцевості припадало 181,8 чоловіків;  на 100 жінок у віці від 18 років та старших — 237,5 чоловіків також старших 18 років.
Цивільне працевлаштоване населення становило 0 осіб. 